# This Is Spinal Tap
This Is Spinal Tap (Alternativtitel: Die Jungs von Spinal Tap) ist ein US-amerikanisches Mockumentary aus dem Jahr 1984, in der die fiktive Heavy-Metal-Band Spın̈al Tap auf einer Tournee begleitet wird. Die Komödie war das Filmdebüt des Regisseurs Rob Reiner.

## Handlung
Spın̈al Tap ist eine britische Band, die während der 1960er Jahre gegründet wurde und – unter mehreren anderen Namen – zunächst Skiffle und danach Beatmusik im Stile der Flower-Power-Bewegung spielte. Einige Jahre später ist sie eine krisengeplagte Heavy-Metal-Band, deren Schlagzeuger allesamt einen frühzeitigen Tod sterben. Im Zuge der Tournee zu ihrem neuesten Album Smell the Glove kommt es zu einer handfesten Krise, da die Veröffentlichung des Albums zunächst wegen der sexistischen Covergestaltung abgelehnt wird und es bei den Konzerten zu Zwischenfällen und Missverständnissen kommt. Die Freundin von Sänger David St. Hubbins droht endgültig einen Keil zwischen die Bandmitglieder zu treiben.

## Kritiken
Roger Ebert schrieb in seiner Kritik vom 21. Januar 2001, This Is Spinal Tap sei „einer der witzigsten Filme, die je gedreht wurden“.
Das Lexikon des internationalen Films schrieb, der Film sei eine „intelligent-witzige, manchmal boshafte Auseinandersetzung mit dem Showgeschäft und dem Filmemachen“ und zudem gleichzeitig ein „raffinierter satirischer Kommentar über Schein und Sein, Mythen-Bildung und Wirklichkeit im (Musik-)Showgeschäft“.

## Hintergrund
Die Band Spın̈al Tap entstand 1978 für das Comedy-Special The TV Show. Die drei Schauspieler schlossen sich daraufhin mit Regisseur Rob Reiner zusammen. Für einen großen Teil des Films gab es kein Drehbuch, die Schauspieler improvisierten und Reiner schnitt das Rohmaterial später zusammen. Aufgrund dieser Vorgehensweise liegt deutlich mehr als das zunächst veröffentlichte Material vor, die DVD-Edition enthält als Bonus eine zusätzliche Stunde Filmmaterial. Bei der Erstveröffentlichung war der Film zunächst nur wenig erfolgreich, da den Zuschauern offenbar nicht immer klar war, dass es sich um eine Satire handelte. Zu einem Kultfilm avancierte This Is Spinal Tap mit dem Erscheinen auf DVD.
Sehr bekannt ist beispielsweise die Argumentation, ein Gitarrenverstärker, dessen Lautstärkereglerskala bis 11 statt bis 10 reicht, sei „eins lauter“ als üblich. Diese Argumentation ist dafür verantwortlich, dass This Is Spinal Tap der einzige Film ist, dessen Maximalpunktzahl auf dem Portal IMDb als 11 statt der üblichen 10 angezeigt wird.
Die von Fran Drescher dargestellte Rolle der Bobbi Flekman wurde 1997 in einer Folge der Sitcom Die Nanny fortgeführt (Staffel 5, Folge 3: The Bobbi Flekman Story).

## Auszeichnungen
- 2002: Aufnahme ins National Film Registry